# Olivier Delacrétaz
Olivier Delacrétaz, né le 19 mars 1947 à Lausanne, est un graphiste vaudois et une personnalité politique, membre et ancien président de la Ligue vaudoise.

## Biographie
Après un baccalauréat classique obtenu en 1966, il part étudier le graphisme à la Kunstgewerbeschule de Zurich où il obtient son CFC. En 1972, il crée l'Atelier Ubu et succède à Bertil Galland à la tête des Cahiers de la Renaissance vaudoise, qu'il dirige de 1972 à 1985.
Président de la Ligue vaudoise de 1977 à 2021, il est éditorialiste principal de La Nation et publie aux Cahiers de la Renaissance vaudoise une douzaine de livres ou de contributions.
Il a également publié des dessins humoristiques et compose les armoiries pour les communes vaudoises qui fusionnent.

## Ouvrages
Dans les Cahiers de la Renaissance vaudoise, à Lausanne :
- L'école vaudoise à la croisée des chemins, No 105, 1982
- Introduction à la politique rédigée à l'intention des ecclésiastiques vaudois sur la base de cinq affaires controversées, No 107, 1984
- EEE la nébuleuse, en collab. avec Pierre Bolomey, No 124, 1992
- L'Universel enraciné, Remarques sur le racisme et l'antiracisme, No 125, 1993
- Le Goût du bien commun, No 143, 2005
- Autres textes dans les Contrepoisons et les Cahiers collectifs
- Septante ! 70 articles d'Olivier Delacrétaz encore meilleurs que les autres, No 153, 2017 (éditoriaux de La Nation)

Chez d'autre éditeurs :
- Jules-Olivier Bercher, Éditions Les Grands Espaces, Vevey, 1994
- Têtes de pierre, éd. Ubu, 1995

## Sources
- « Olivier Delacrétaz », sur la base de données des personnalités vaudoises sur la plateforme « Patrinum » de la Bibliothèque cantonale et universitaire de Lausanne.
- sites et références mentionnés
- Ligue vaudoise, L'Hebdo, 2008/07/31, n° 31, p. 64-65 avec photographie "Réseau de la semaine"